# Championnats d'Allemagne de cyclisme sur route
Les championnats d'Allemagne de cyclisme sur route sont les championnats nationaux de cyclisme sur route d'Allemagne, organisés par la Fédération allemande de cyclisme. Ils existent depuis 1910.

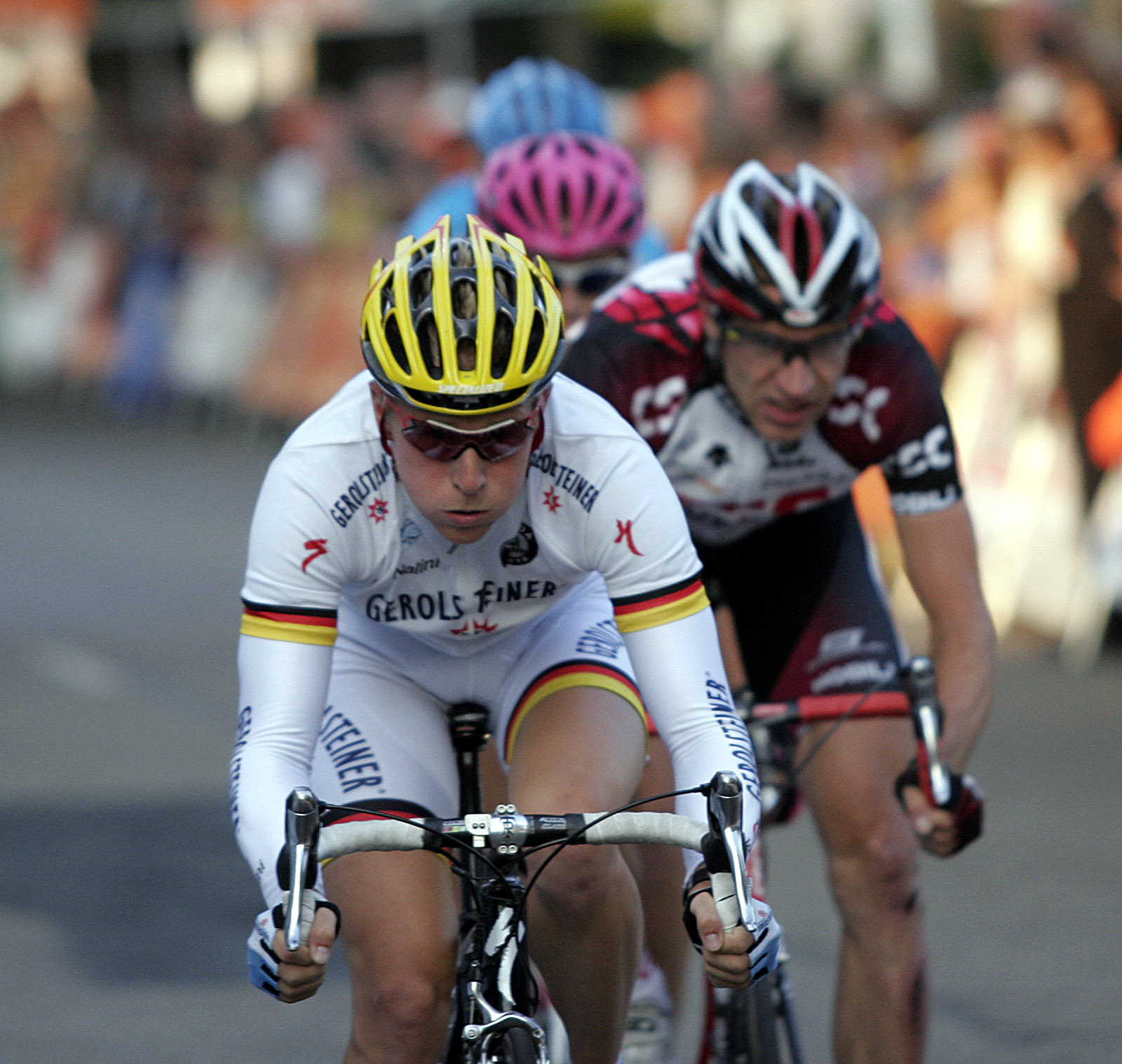
Fabian Wegmann champion d'Allemagne (2007, 2008 et 2012)

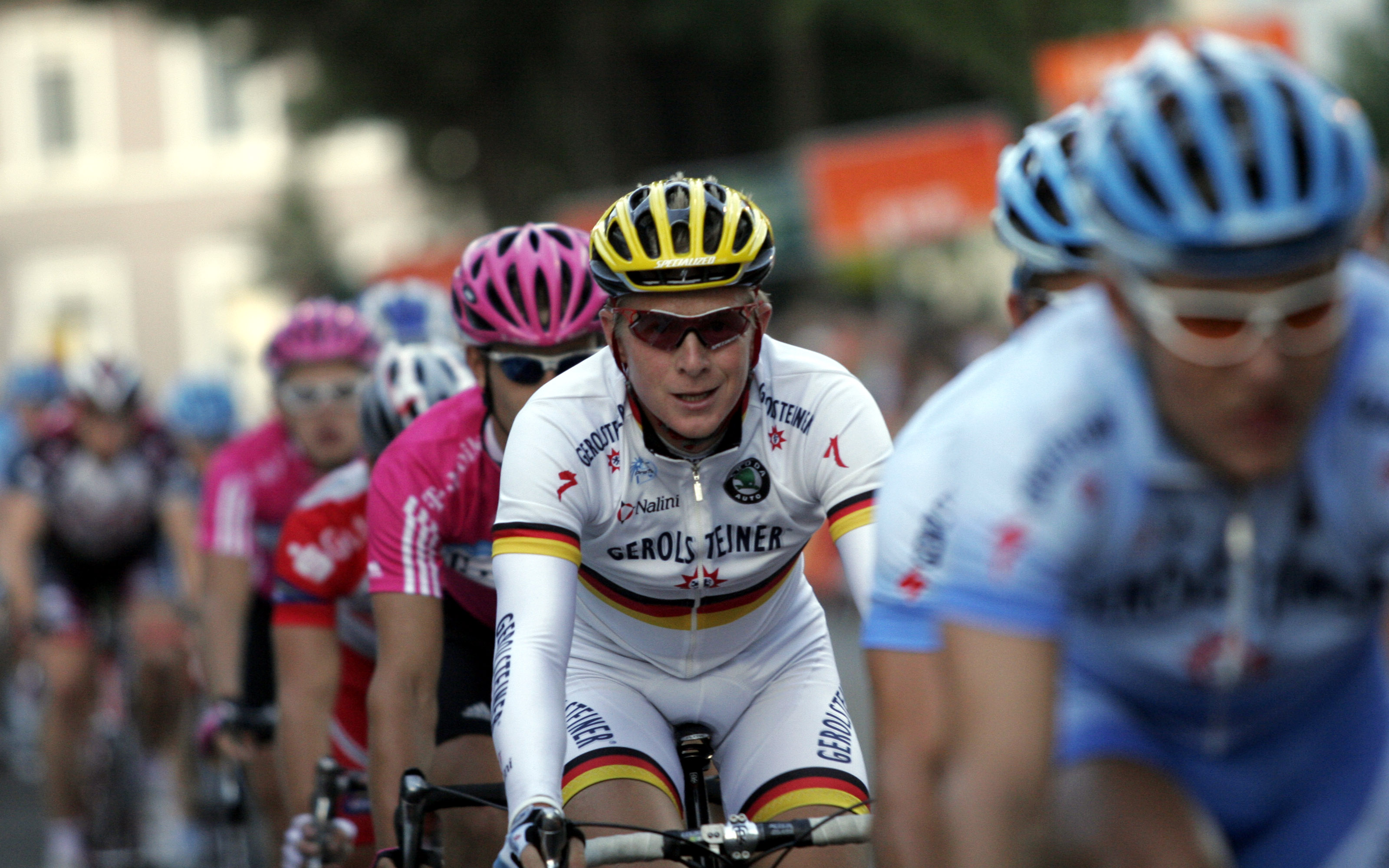
Fabian Wegmann

## Les particularités de l’organisation
- Le championnat d’Allemagne n’a pas été organisé en 1911, 1912, 1914 à 1918, 1926, 1927, 1929 à 1933, 1942 à 1945.
- Il a été organisé avec addition de points sur plusieurs épreuves en 1928, 1934, 1936 à 1941, 1949 et 1950.
- Il regroupait les coureurs de RFA et de RDA en 1949 et 1950.
- Il n’a pas été organisé en 1973.
- Un second championnat est organisé depuis 1995 pour le contre-la-montre (CLM) individuel.

Quelques éditions particulières :
- de 1974 à 1986 : il a été organisé conjointement avec le Luxembourg et la Suisse ;
- en 1987 : il a été organisé avec la Suisse et le Liechtenstein ;
- en 1990 : il a été organisé avec la Suisse, le Luxembourg et la RDA ;
- de 1991 à 1994 : il a été organisé avec la Suisse.

À partir de 2018, les championnats sur route allemands espoirs sont organisés avec ceux du Luxembourg et de la Suisse.

## Hommes

### Podiums de la course en ligne
| Année | Vainqueur             | Deuxième             | Troisième              |
| ----- | --------------------- | -------------------- | ---------------------- |
| 1910  | Karl Wittig           | Arno Ritter          | Gustav Schönweiss      |
| 1913  | Ernst Franz           | Erich Aberger        | Fritz Bauer            |
| 1919  | Richard Golle         | Paul Koch            | Wilhelm Franke         |
| 1920  | Paul Koch             | Adolf Huschke        | Felix Manthey          |
| 1921  | Adolf Huschke         | Paul Koch            | Fritz Fischer          |
| 1922  | Richard Huschke       | Adolf Huschke        | Jean Steingass         |
| 1923  | Richard Golle         | Erich Aberger        | Paul Kohl              |
| 1924  | Paul Kohl             | Karl Pfister         | Gustav Nagel           |
| 1925  | Richard Huschke       | Paul Kroll           | Paul Kohl              |
| 1928  | Felix Manthey         | Herbert Nebe         | Bruno Wolke            |
| 1934  | Kurt Stöpel           | Ludwig Geyer         | Anton Hodey            |
| 1935  | Bruno Roth            | Oskar Thierbach      | Georg Stach            |
| 1936  | Georg Umbenhauer      | Erich Bautz          | Emil Kijewski          |
| 1937  | Erich Bautz           | Emil Kijewski        | Hermann Buse           |
| 1938  | Jupp Arents           | Bruno Roth           | Fritz Scheller         |
| 1939  | Walter Loeber         | Paul Langhoff        | Albert Plappert        |
| 1940  | Georg Stach           | Herbert Gerber       | Fritz Scheller         |
| 1941  | Erich Bautz           | Karl Weimer          | Herbert Hackebeil      |
| 1946  | Karl Kittsteiner      | Sepp Berger          | Ludwig Hörmann         |
| 1947  | Georg Voggenreiter    | Karl Singer          | Otto Ziege             |
| 1948  | Otto Schenk           | Heinrich Schwarzer   | Georg Voggenreiter     |
| 1949  | Ludwig Hörmann        | Heinrich Schwarzer   | Gunther Bintner        |
| 1949  | Otto Ziege            | Erich Bautz          | Gunther Pankoke        |
| 1950  | Erich Bautz           | Hubert Schwarzenberg | Ludwig Hörmann         |
| 1952  | Ludwig Hörmann        | Karl Weimer          | Heinrich Schwarzer     |
| 1953  | Heinz Müller          | Hans Preiskeit       | Matthias Pfannenmüller |
| 1954  | Hermann Schild        | Gunther Pankoke      | Hubert Schwarzenberg   |
| 1955  | Hans Preiskeit        | Hans Junkermann      | Hermann Schild         |
| 1956  | Valentin Petry        | Horst Backat         | Heinz Müller           |
| 1957  | Franz Reitz           | Horst Tüller         | Karl-Heinz Kramer      |
| 1958  | Klaus Bugdahl         | Hans Junkermann      | Franz Reitz            |
| 1959  | Hans Junkermann       | Franz Reitz          | Gunther Debusmann      |
| 1960  | Hans Junkermann       | Horst Tüller         | Lothar Friedrich       |
| 1961  | Hans Junkermann       | Dieter Puschel       | Ludwig Troche          |
| 1962  | Dieter Puschel        | Rudi Altig           | Horst Oldenburg        |
| 1963  | Sigi Renz             | Rolf Wolfshohl       | Horst Oldenburg        |
| 1964  | Rudi Altig            | Winfried Boelke      | Hans Junkermann        |
| 1965  | Winfried Boelke       | Peter Glemser        | Hans Junkermann        |
| 1966  | Winfried Boelke       | Wolfgang Schulze     | Wilfried Peffgen       |
| 1967  | Winfried Boelke       | Herbert Wilde        | Hans Junkermann        |
| 1968  | Rolf Wolfshohl        | Winfried Boelke      | Hans Junkermann        |
| 1969  | Peter Glemser         | Wilfried Peffgen     | Ernst Streng           |
| 1970  | Rudi Altig            | Peter Glemser        | Winfried Boelke        |
| 1971  | Jürgen Tschan         | Dieter Puschel       | Dieter Kemper          |
| 1972  | Wilfried Peffgen      | Karl-Heinz Muddemann | Klaus Bugdahl          |
| 1974  | Günter Haritz         | Karl-Heinz Kuster    | Wolfgang Schulze       |
| 1975  | Dietrich Thurau       | Günter Haritz        | Dieter Puschel         |
| 1976  | Dietrich Thurau       | Jürgen Tschan        | Günter Haritz          |
| 1977  | Jurgen Kraft          | Hans Hindelang       | Jürgen Tschan          |
| 1978  | Gregor Braun          | Klaus-Peter Thaler   | Hans-Peter Jakst       |
| 1979  | Hans-Peter Jakst      | Günter Haritz        | Harald Maier           |
| 1980  | Gregor Braun          | Klaus-Peter Thaler   | Dietrich Thurau        |
| 1981  | Hans Neumayer         | Hans-Peter Jakst     | Hans Hindelang         |
| 1982  | Hans Neumayer         | Uwe Bolten           | Stefan Schropfer       |
| 1983  | Gregor Braun          | Reimund Dietzen      | Uwe Bolten             |
| 1984  | Reimund Dietzen       | Uwe Bolten           | Gotz Heine             |
| 1985  | Rolf Gölz             | Gregor Braun         | Peter Hilse            |
| 1986  | Reimund Dietzen       | Peter Hilse          | Stefan Schropfer       |
| 1987  | Peter Hilse           | Volker Diehl         | Andreas Kappes         |
| 1988  | Hartmut Bölts         | Andreas Kappes       | "non attribué"         |
| 1989  | Dariusz Kajzer        | Peter Hilse          | Peter Gansler          |
| 1990  | Udo Bölts             | Olaf Ludwig          | Dariusz Kajzer         |
| 1991  | Falk Boden            | Kai Hundertmarck     | Mario Kummer           |
| 1992  | Heinrich Trumheller   | Rolf Aldag           | Kai Hundertmarck       |
| 1993  | Bernd Gröne           | Jens Heppner         | Udo Bölts              |
| 1994  | Jens Heppner          | Christian Henn       | Andreas Kappes         |
| 1995  | Udo Bölts             | Jens Heppner         | Rolf Aldag             |
| 1996  | Christian Henn        | Jan Ullrich          | Udo Bölts              |
| 1997  | Jan Ullrich           | Rolf Aldag           | Erik Zabel             |
| 1998  | Erik Zabel            | Jan Ullrich          | Jörg Jaksche           |
| 1999  | Udo Bölts             | Kai Hundertmarck     | Erik Zabel             |
| 2000  | Rolf Aldag            | Steffen Wesemann     | Udo Bölts              |
| 2001  | Jan Ullrich           | Erik Zabel           | Christian Wegmann      |
| 2002  | Danilo Hondo          | Uwe Peschel          | Erik Zabel             |
| 2003  | Erik Zabel            | Patrik Sinkewitz     | Fabian Wegmann         |
| 2004  | Andreas Klöden        | Stefan Schumacher    | Fabian Wegmann         |
| 2005  | Gerald Ciolek         | Robert Förster       | Erik Zabel             |
| 2006  | Dirk Müller           | Matthias Kessler     | Jens Voigt             |
| 2007  | Fabian Wegmann        | Patrik Sinkewitz     | Christian Knees        |
| 2008  | Fabian Wegmann        | Erik Zabel           | Gerald Ciolek          |
| 2009  | Martin Reimer         | Dominic Klemme       | Roger Kluge            |
| 2010  | Christian Knees       | Steffen Radochla     | Andreas Schillinger    |
| 2011  | Robert Wagner         | Gerald Ciolek        | John Degenkolb         |
| 2012  | Fabian Wegmann        | Linus Gerdemann      | Julian Kern            |
| 2013  | André Greipel         | Gerald Ciolek        | John Degenkolb         |
| 2014  | André Greipel         | John Degenkolb       | Phil Bauhaus           |
| 2015  | Emanuel Buchmann      | Nikias Arndt         | Marcus Burghardt       |
| 2016  | André Greipel         | Max Walscheid        | Marcel Kittel          |
| 2017  | Marcus Burghardt      | Emanuel Buchmann     | John Degenkolb         |
| 2018  | Pascal Ackermann      | John Degenkolb       | Maximilian Walscheid   |
| 2019  | Maximilian Schachmann | Marcus Burghardt     | Andreas Schillinger    |
| 2020  | Marcel Meisen         | Pascal Ackermann     | Alexander Krieger      |
| 2021  | Maximilian Schachmann | Jonas Koch           | Georg Zimmermann       |
| 2022  | Nils Politt           | Nikias Arndt         | Simon Geschke          |
| 2023  | Emanuel Buchmann      | Nico Denz            | Maximilian Schachmann  |
| 2024  | Marco Brenner         | Florian Lipowitz     | Kim Heiduk             |
| 2025  | Georg Zimmermann      | Felix Engelhardt     | Anton Schiffer         |

Multi-titrés

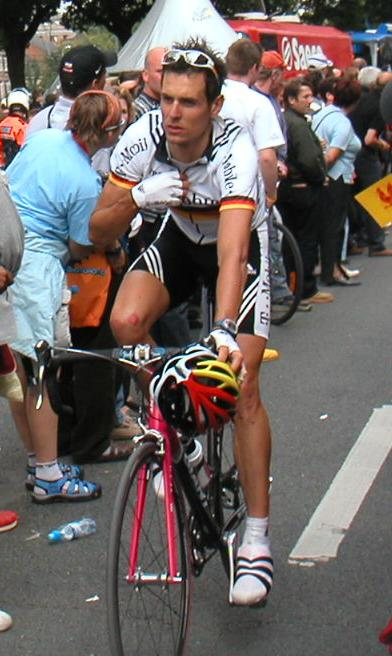
Andreas Klöden portant le maillot de champion de d'Allemagne (2004)

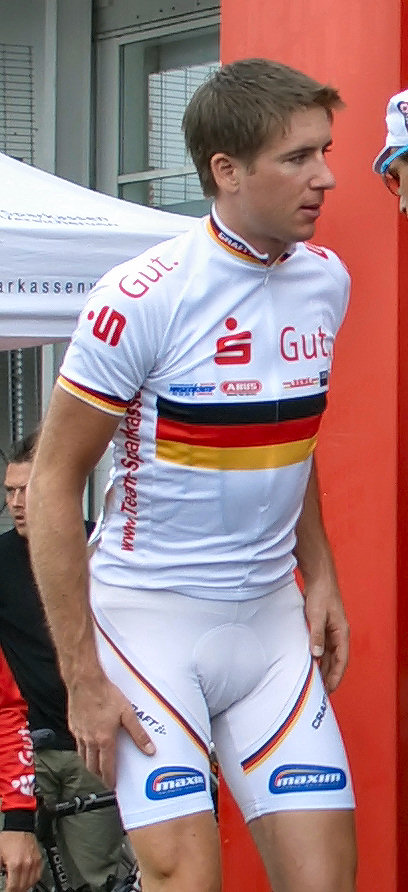
Dirk Müller portant le maillot de champion de d'Allemagne (2006)

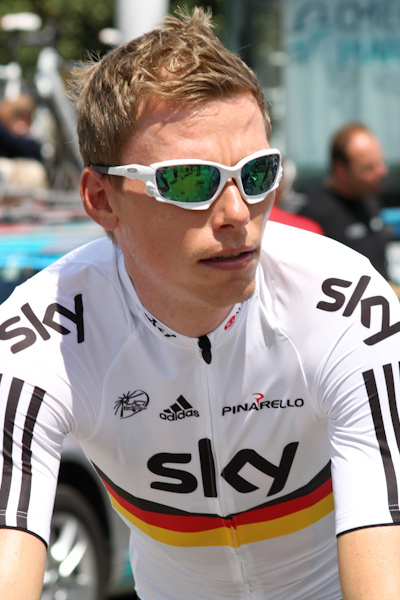
Christian Knees, champion d'Allemagne (2010)

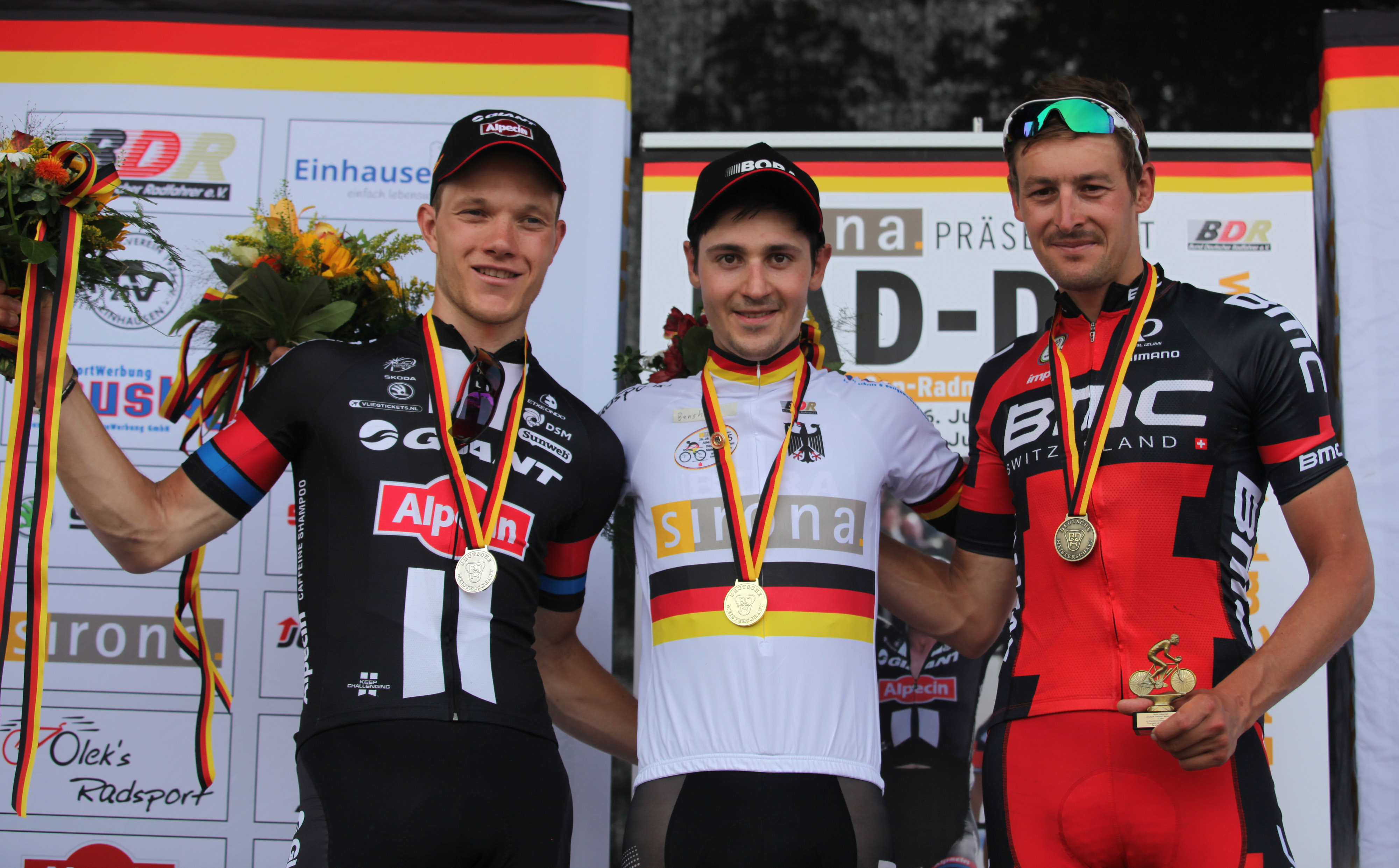
Podium du championnat d'Allemagne sur route 2015 : Nikias Arndt (2e), Emanuel Buchmann (1er) et Marcus Burghardt (3e).

- 3 : Erich Bautz, Winfried Boelke, Udo Bölts, Gregor Braun, André Greipel, Hans Junkermann, Fabian Wegmann
- 2 : Rudi Altig, Emanuel Buchmann, Raimund Dietzen, Richard Golle, Ludwig Hörmann, Richard Huschke, Hans Neumayer, Maximilian Schachmann, Dietrich Thurau, Jan Ullrich, Erik Zabel

### Podiums du contre-la-montre

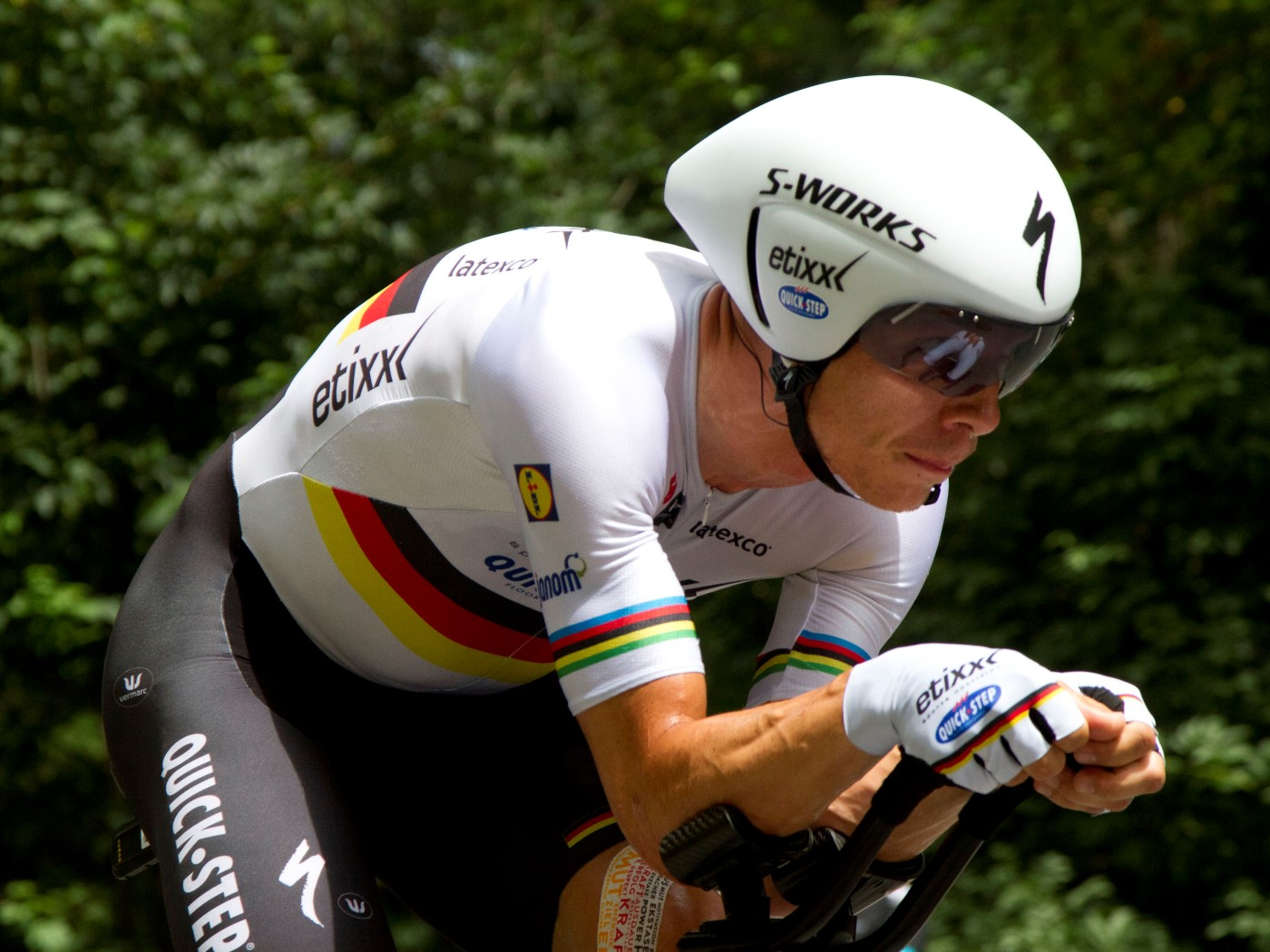
Tony Martin avec le maillot de champion d'Allemagne en 2016.

| Année | Vainqueur             | Deuxième              | Troisième             |
| ----- | --------------------- | --------------------- | --------------------- |
| 1995  | Jan Ullrich           | Uwe Peschel           | Thomas Liese          |
| 1996  | Uwe Peschel           | Thomas Liese          | Michael Rich          |
| 1997  | Andreas Walzer        | Bert Grabsch          | Thomas Liese          |
| 1998  | Uwe Peschel           | Andreas Walzer        | Thomas Liese          |
| 1999  | Andreas Walzer        | Olaf Pollack          | Dirk Müller           |
| 2000  | Michael Rich          | Thomas Liese          | Sebastian Lang        |
| 2001  | Thomas Liese          | Uwe Peschel           | Andreas Walzer        |
| 2002  | Uwe Peschel           | Michael Rich          | Jens Voigt            |
| 2003  | Michael Rich          | Uwe Peschel           | Sebastian Lang        |
| 2004  | Michael Rich          | Sebastian Lang        | Jens Voigt            |
| 2005  | Michael Rich          | Sebastian Lang        | Jens Voigt            |
| 2006  | Sebastian Lang        | Michael Rich          | Jens Voigt            |
| 2007  | Bert Grabsch          | Lars Teutenberg       | Robert Bartko         |
| 2008  | Bert Grabsch          | Stefan Schumacher     | Tony Martin           |
| 2009  | Bert Grabsch          | Tony Martin           | Jens Voigt            |
| 2010  | Tony Martin           | Patrick Gretsch       | Jens Voigt            |
| 2011  | Bert Grabsch          | Tony Martin           | Patrick Gretsch       |
| 2012  | Tony Martin           | Bert Grabsch          | Lars Teutenberg       |
| 2013  | Tony Martin           | Patrick Gretsch       | Stefan Schumacher     |
| 2014  | Tony Martin           | Nikias Arndt          | Lars Teutenberg       |
| 2015  | Tony Martin           | Nikias Arndt          | Stefan Schumacher     |
| 2016  | Tony Martin           | Jasha Sütterlin       | Nils Politt           |
| 2017  | Tony Martin           | Jasha Sütterlin       | Nils Politt           |
| 2018  | Tony Martin           | Jasha Sütterlin       | Nikias Arndt          |
| 2019  | Tony Martin           | Nils Politt           | Jasha Sütterlin       |
| 2020  | Non-disputé           | Non-disputé           | Non-disputé           |
| 2021  | Tony Martin           | Miguel Heidemann      | Maximilian Walscheid  |
| 2022  | Lennard Kämna         | Jannik Steimle        | Nils Politt           |
| 2023  | Nils Politt           | Miguel Heidemann      | Maximilian Schachmann |
| 2024  | Nils Politt           | Maximilian Schachmann | Miguel Heidemann      |
| 2025  | Maximilian Schachmann | Miguel Heidemann      | Lennard Kämna         |

Multi-titrés
- 10 : Tony Martin
- 4 : Bert Grabsch, Michael Rich
- 3 : Uwe Peschel
- 2 : Andreas Walzer, Nils Politt

### Podiums de la course de côte
| Année          | Vainqueur                  | Deuxième                 | Troisième              |
| Professionnels | Professionnels             | Professionnels           | Professionnels         |
| -------------- | -------------------------- | ------------------------ | ---------------------- |
| 1924           | Paul Passenheim            | Josef Remold             | Emil Zander            |
| 1925           | Herbert Nebe               | Paul Kohl                | Albert Dobbrack        |
| 1926-1959      | Non-attribué               |                          |                        |
| 1961           | Hans Junkermann            | Dieter Puschel           | Andreas Troche (de)    |
| 1962           | Hans Junkermann            | Dieter Puschel           | Günter Tüller (de)     |
| 1963           | Karl-Heinz Kunde           | Hans Junkermann          | Dieter Puschel         |
| 1964           | Hans Junkermann            | Günter Tüller (de)       | Karl-Heinz Kunde       |
| 1965           | Non-attribué               |                          |                        |
| 1966           | Hans Junkermann            | Karl-Heinz Kunde         | Wolfgang Schulze       |
| 1967-1968      | Non-attribué               |                          |                        |
| 1969           | Herbert Wilde (de)         | Peter Glemser            | Hans Junkermann        |
| 1970           | Karl-Heinz Kunde           | Rudi Altig               | Rolf Wolfshohl         |
| 1971-1994      | Non-attribué               |                          |                        |
| Élites         |                            |                          |                        |
| 1995           | Alexander Kastenhuber (de) | Stephan Gottschling (de) | Lutz Lehmann (de)      |
| 1996           | Michael Schlickum (de)     | Stephan Gottschling (de) | Thomas Fleischer (de)  |
| 1997           | Jens Zemke                 | Stephan Gottschling (de) | Heinrich Trumheller    |
| 1998           | Jens Zemke                 | Grischa Niermann         | Holger Sievers (de)    |
| 1999           | Jens Zemke                 | Jörn Reuß                | Torsten Hiekmann       |
| 2000           | Andreas Sauerborn          | Tobias Steinhauser       | Jens Zemke             |
| 2001           | René Weissinger            | David Branstner          | Eric Baumann           |
| 2002           | Jörn Reuß                  | Björn Schröder           | Timo Scholz            |
| 2003           | Markus Fothen              | Holger Sievers (de)      | René Weissinger        |
| 2004           | Philipp Mamos              | René Schild (de)         | René Weissinger        |
| 2005           | Robert Retschke            | Tony Martin              | Philipp Mamos          |
| 2006           | Robert Retschke            | Timo Honstein            | Marcel Fischer         |
| 2007           | Andreas Schillinger        | Konstantin Schubert (de) | Andreas Ortner (de)    |
| 2008           | Björn Papstein (de)        | Holger Sievers (de)      | Christoph Meschenmoser |
| 2009           | Andreas Schillinger        | Dirk Müller              | Philipp Mamos          |
| 2010           | Robert Retschke            | Dirk Müller              | Philipp Mamos          |
| 2011           | Dirk Müller                | Andreas Ortner (de)      | Mathias Wiele          |
| 2012           | Dirk Müller                | Mathias Wiele            | Richard Klein          |
| 2013           | Wolfram Kurschat           | Sebastian Deckert        | Franz Schiewer         |
| 2014           | Sebastian Baldauf          | Sascha Starker           | Andreas Ortner (de)    |
| 2015           | Frederik Dombrowski        | Marcel Fischer           | Richard Stockhausen    |
| 2016           | Mario Vogt                 | Marcel Meisen            | Marcel Fischer         |
| 2017           | Raphael Freienstein        | Jonas Koch               | Joshua Huppertz        |
| 2018           | Immanuel Stark             | Sebastian Baldauf        | Philipp Walsleben      |
| 2019           | Simon Nuber (de)           | John Mandrysch           | Philipp Mamos          |
| 2020           | Christian Koch             | Lukas Meiler             | Tobias Eise            |
| 2021           | Tobias Nolde               | Timon Loderer            | Johannes Adamietz      |
| 2022           | Johannes Adamietz          | Jan Hugger               | Tobias Nolde           |
| 2023           | Jannis Peter               | Jakob Geßner             | Vinzent Dorn           |

Multi-titrés
- 4 : Hans Junkermann
- 3 : Robert Retschke, Jens Zemke
- 2 : Dirk Müller, Andreas Schillinger

### Podiums du contre-la-montre par équipes
| Année | Vainqueur                                                                                             | Deuxième                                                                                               | Troisième                                                                                    |
| ----- | --- | --- | -------------------------------------------------------------------------------------------- |
| 2015  | Joshua Stritzinger Domenic Weinstein Kersten Thiele Theo Reinhardt Nils Schomber Marco Mathis         | Joshua Huppertz Lukas Löer Frederik Dombrowski Max Walscheid Richard Weinzheimer Daniel Westmattelmann | Nils Politt Jonas Tenbrock Moritz Backofen Ole Quast Manuel Porzner Sven Reutter             |
| 2016  | Jan Tschernoster Mario Vogt Marco Mathis Pascal Ackermann Patrick Haller Domenic Weinstein            | Julian Braun Joshua Huppertz Daniel Westmattelmann Richard Weinzheimer Raphael Freienstein Luca Henn   | Christian Koch Leon Rohde Carl Soballa Robert Kessler Franz Schiewer Max Kanter              |
| 2017  | Joshua Huppertz Julian Braun Raphael Freienstein Christopher Hatz Jonas Rutsch Joshua Stritzinger     | Kersten Thiele Tobias Nolde Leif Lampater Jasper Frahm Patrick Haller Konrad Gessner                   | Robert Kessler Carl Soballa Christian Koch Moritz Malcharek Carlos Ambrosius Richard Banusch |
| 2018  | Christopher Hatz Florian Obersteiner Victor Brück Miguel Heidemann Leon Echtermann Friedrich Meingast | Jan Hugger Daniel Westmattelmann Luca Henn Robert Kessler Jonas Rutsch Joshua Huppertz                 | Leon Rohde Patrick Haller Pascal Treubel Felix Gross Jasper Frahm Juri Hollmann              |
| 2019  | Christopher Hatz Florian Obersteiner Florenz Knauer Miguel Heidemann Leon Echtermann Lennart Jung     | Jan Kuhn Luca Henn Robert Kessler Jan Hugger Joshua Huppertz Jonas Rutsch                              | Patrick Haller Jan Tschernoster Jasper Frahm Felix Groß Jannis Peter Pirmin Benz             |
| 2020  | Non disputé                                                                                           | Non disputé                                                                                            | Non disputé                                                                                  |
| 2021  | Julian Braun Ole Theiler Johannes Hodapp Jon Knolle Julian Borresch Per Münstermann                   | Pirmin Benz Tobias Buck-Gramcko Nicolas Heinrich Moritz Kretschy Henrik Pakalski Linus Rosner          | Tom Lindner John Mandrysch Robert Jägeler Dominik Röber Tim Oelke Tobias Nolde               |

## Femmes

### Podiums de la course en ligne
| Année | Vainqueur           | Deuxième             | Troisième            |
| ----- | ------------------- | -------------------- | -------------------- |
| 1968  | Monika Maklas       | Ursula Bürger        | Gisela Nagel         |
| 1970  | Ingrid Persohn      | Ursula Bürger        | Doris Matwew         |
| 1971  | Ingrid Persohn      | Doris Matwew         | Gisela Röhl          |
| 1972  | Ursula Bürger       |                      |                      |
| 1973  | Gisela Röhl         | Ingrid Persohn       | Doris Matwew         |
| 1974  | Gisela Röhl         | Renate Schabbel      | Gisela Nagel         |
| 1975  | Ingrid Persohn      | Gisela Röhl          | Ingrid Hellfrisch    |
| 1976  | Marianne Stuwe      | Uta Rathmann         | Gisela Röhl          |
| 1977  | Beate Habetz        | Marianne Stuwe       | Uta Rathmann         |
| 1978  | Beate Habetz        | Uta Rathmann         | Marianne Stuwe       |
| 1979  | Beate Habetz        | Marianne Stuwe       | Uta Rathmann         |
| 1980  | Beate Habetz        | Gabi Habetz          | Claudia Kaul         |
| 1981  | Gabi Habetz         | Marianne Stuwe       | Beate Habetz         |
| 1982  | Beate Habetz        | Claudia Kaul         | Claudia Lommatzsch   |
| 1983  | Beate Habetz        | Gabi Altweck         | Birgit Strecke       |
| 1984  | Sandra Schumacher   | Ines Varenkamp       | Gabi Altweck         |
| 1985  | Sandra Schumacher   | Ute Enzenauer        | Monika Diebel        |
| 1986  | Ute Enzenauer       | Angelika Darsch      | Birgit Förstl        |
| 1987  | Ute Enzenauer       | Jutta Niehaus        | Andrea Schütze       |
| 1988  | Ines Varenkamp      | Jutta Niehaus        | Viola Paulitz        |
| 1989  | Viola Paulitz       | Jutta Niehaus        | Petra Koch           |
| 1990  | Heidi Metzger       | Jutta Niehaus        | Petra Rossner        |
| 1991  | Heidi Metzger       | Andrea Schütze       | Gabi Altweck         |
| 1992  | Viola Paulitz       | Sybille Lamparter    | Monika Diebel        |
| 1993  | Claudia Lehmann     | Ina-Yoko Teutenberg  | Sybille Lamparter    |
| 1994  | Regina Schleicher   | Claudia Lehmann      | Elena Unruh          |
| 1995  | Hanka Kupfernagel   | Vera Hohlfeld        | Ina-Yoko Teutenberg  |
| 1996  | Viola Paulitz       | Vera Hohlfeld        | Petra Rossner        |
| 1997  | Hanka Kupfernagel   | Vera Hohlfeld        | Judith Arndt         |
| 1998  | Hanka Kupfernagel   | Judith Arndt         | Sandra Missbach      |
| 1999  | Hanka Kupfernagel   | Petra Rossner        | Kerstin Scheitle     |
| 2000  | Hanka Kupfernagel   | Kerstin Scheitle     | Tanja Schmidt-Hennes |
| 2001  | Petra Rossner       | Hanka Kupfernagel    | Judith Arndt         |
| 2002  | Judith Arndt        | Petra Rossner        | Regina Schleicher    |
| 2003  | Trixi Worrack       | Christiane Soeder    | Tina Liebig          |
| 2004  | Petra Rossner       | Regina Schleicher    | Angela Brodtka       |
| 2005  | Regina Schleicher   | Tanja Schmidt-Hennes | Angela Brodtka       |
| 2006  | Claudia Häusler     | Theresa Senff        | Tina Liebig          |
| 2007  | Luise Keller        | Claudia Häusler      | Angela Brodtka       |
| 2008  | Luise Keller        | Eva Lutz             | Tina Liebig          |
| 2009  | Ina-Yoko Teutenberg | Marlen Jöhrend       | Regina Schleicher    |
| 2010  | Charlotte Becker    | Judith Arndt         | Trixi Worrack        |
| 2011  | Ina-Yoko Teutenberg | Judith Arndt         | Hanka Kupfernagel    |
| 2012  | Judith Arndt        | Charlotte Becker     | Trixi Worrack        |
| 2013  | Trixi Worrack       | Elke Gebhardt        | Romy Kasper          |
| 2014  | Lisa Brennauer      | Trixi Worrack        | Martina Zwick        |
| 2015  | Trixi Worrack       | Claudia Lichtenberg  | Lisa Brennauer       |
| 2016  | Mieke Kröger        | Lisa Brennauer       | Jenny Hofmann        |
| 2017  | Lisa Klein          | Lisa Brennauer       | Charlotte Becker     |
| 2018  | Liane Lippert       | Christa Riffel       | Corinna Lechner      |
| 2019  | Lisa Brennauer      | Lisa Klein           | Liane Lippert        |
| 2020  | Lisa Brennauer      | Charlotte Becker     | Tanja Erath          |
| 2021  | Lisa Brennauer      | Liane Lippert        | Ricarda Bauernfeind  |
| 2022  | Liane Lippert       | Ricarda Bauernfeind  | Nadine Michaela Gill |
| 2023  | Liane Lippert       | Kathrin Hammes       | Romy Kasper          |
| 2024  | Franziska Koch      | Liane Lippert        | Antonia Niedermaier  |
| 2025  | Franziska Koch      | Antonia Niedermaier  | Rosa Maria Klöser    |

*Note : Christiane Soeder est naturalisée autrichienne en 2003.
Multi-titrés
- 6 : Beate Habetz
- 5 : Hanka Kupfernagel
- 3 : Viola Paulitz-Müller, Ingrid Weigel-Persohn, Trixi Worrack, Lisa Brennauer
- 2 : Judith Arndt, Ute Enzenauer, Luise Keller, Sandra Kratz-Schumacher, Heidi Metzger, Gisela Röhl, Petra Rossner, Regina Schleicher, Ina-Yoko Teutenberg

### Podiums du contre-la-montre
| Année | Vainqueur           | Deuxième             | Troisième           |
| ----- | ------------------- | -------------------- | ------------------- |
| 1994  | Vera Hohlfeld       | Hanka Kupfernagel    | Cordula Gruber      |
| 1995  | Hanka Kupfernagel   | Judith Arndt         | Petra Rossner       |
| 1996  | Hanka Kupfernagel   | Judith Arndt         | Vera Hohlfeld       |
| 1997  | Hanka Kupfernagel   | Judith Arndt         | Ina-Yoko Teutenberg |
| 1998  | Judith Arndt        | Jacqueline Brabenetz | Mandy Hampel        |
| 1999  | Judith Arndt        | Petra Rossner        | Bettina Schöke      |
| 2000  | Hanka Kupfernagel   | Bettina Schöke       | Ina-Yoko Teutenberg |
| 2001  | Judith Arndt        | Bettina Schöke       | Hanka Kupfernagel   |
| 2002  | Hanka Kupfernagel   | Trixi Worrack        | Tina Liebig         |
| 2003  | Judith Arndt        | Christiane Soeder    | Anke Wichmann       |
| 2004  | Judith Arndt        | Trixi Worrack        | Petra Rossner       |
| 2005  | Judith Arndt        | Trixi Worrack        | Madeleine Sandig    |
| 2006  | Charlotte Becker    | Madeleine Sandig     | Ina-Yoko Teutenberg |
| 2007  | Hanka Kupfernagel   | Charlotte Becker     | Judith Arndt        |
| 2008  | Hanka Kupfernagel   | Judith Arndt         | Charlotte Becker    |
| 2009  | Trixi Worrack       | Judith Arndt         | Ina-Yoko Teutenberg |
| 2010  | Judith Arndt        | Charlotte Becker     | Hanka Kupfernagel   |
| 2011  | Judith Arndt        | Charlotte Becker     | Ina-Yoko Teutenberg |
| 2012  | Judith Arndt        | Trixi Worrack        | Ina-Yoko Teutenberg |
| 2013  | Lisa Brennauer      | Trixi Worrack        | Esther Fennel       |
| 2014  | Lisa Brennauer      | Trixi Worrack        | Charlotte Becker    |
| 2015  | Mieke Kröger        | Lisa Brennauer       | Trixi Worrack       |
| 2016  | Trixi Worrack       | Stephanie Pohl       | Lisa Brennauer      |
| 2017  | Trixi Worrack       | Lisa Brennauer       | Stephanie Pohl      |
| 2018  | Lisa Brennauer      | Trixi Worrack        | Lisa Klein          |
| 2019  | Lisa Klein          | Mieke Kröger         | Lisa Brennauer      |
| 2020  |                     |                      |                     |
| 2021  | Lisa Brennauer      | Lisa Klein           | Hannah Ludwig       |
| 2022  | Lisa Brennauer      | Lisa Klein           | Hannah Ludwig       |
| 2023  | Mieke Kröger        | Katharina Fox        | Clara Koppenburg    |
| 2024  | Mieke Kröger        | Antonia Niedermaier  | Lisa Klein          |
| 2025  | Antonia Niedermaier | Franziska Brauße     | Liane Lippert       |

Multi-titrés
- 9 : Judith Arndt
- 7 : Hanka Kupfernagel
- 3 : Lisa Brennauer, Mieke Kröger, Trixi Worrack

## Espoirs Hommes

### Podiums de la course en ligne
| Année | Vainqueur          | Deuxième            | Troisième                |
| ----- | ------------------ | ------------------- | ------------------------ |
| 2005  | Sebastian Schwager | Alexander Gottfried | Robert Bengsch           |
| 2006  | Dominik Roels      | Sebastian Frey      | Sebastian Schwager       |
| 2007  | Dominic Klemme     | Christian Kux       | Simon Geschke            |
| 2008  | Martin Reimer      | Sebastian Hans (de) | Jean Mitja Schlüter (de) |
| 2009  | Dominik Nerz       | John Degenkolb      | Julian Kern              |
| 2010  | John Degenkolb     | Michel Koch         | Martin Gründer (de)      |
| 2011  | Fabian Schnaidt    | Ralf Matzka         | Rüdiger Selig            |
| 2012  | Rick Zabel         | Nikodemus Holler    | Michel Koch              |
| 2013  | Silvio Herklotz    | Maximilian Werda    | Raphael Freienstein      |
| 2014  | Max Walscheid      | Phil Bauhaus        | Erik Bothe               |
| 2015  | Nils Politt        | Moritz Backofen     | Nico Denz                |
| 2016  | Pascal Ackermann   | Konrad Geßner       | Willi Willwohl           |
| 2017  | Max Kanter         | Simon Laib          | Christian Koch           |
| 2018  | Max Kanter         | Jonas Rutsch        | Aaron Grosser            |
| 2019  | Leon Heinschke     | Johannes Adamietz   | Henrik Pakalski          |
| 2021  | Kim Heiduk         | Michel Hessmann     | Jakob Geßner             |
| 2022  | Jannis Peter       | Hannes Wilksch      | Pirmin Benz              |
| 2023  | Moritz Kretschy    | Ole Theiler         | Roman Duckert            |
| 2024  | Niklas Behrens     | Louis Leidert       | Julian Borresch          |
| 2025  | Mauro Brenner      | Lukas Walzer        | Paul Fietzke             |

Multi-titrés
- 2 : Max Kanter

### Podiums du contre-la-montre
| Année | Vainqueur             | Deuxième              | Troisième           |
| ----- | --------------------- | --------------------- | ------------------- |
| 2002  | Markus Fothen         | Artjom Botschkarew    | Thomas Ziegler      |
| 2003  | Markus Fothen         | Peter Magyarosi       | Andreas Schillinger |
| 2004  | Christian Müller      | Paul Martens          | Linus Gerdemann     |
| 2005  | Paul Martens          | Robert Wagner         | Stefan Schäfer      |
| 2006  | Tony Martin           | Dominik Roels         | Nikolai Schwarz     |
| 2007  | Marcel Kittel         | Jörg Lehmann          | Stefan Schäfer      |
| 2008  | Andreas Henig (de)    | Stefan Schäfer        | Martin Reimer       |
| 2009  | Patrick Gretsch       | John Degenkolb        | Martin Reimer       |
| 2010  | Marcel Kittel         | Michel Koch           | Michael Weicht (de) |
| 2011  | Christopher Muche     | Kersten Thiele        | Jakob Steigmiller   |
| 2012  | Jasha Sütterlin       | Harry Kraft           | Jakob Steigmiller   |
| 2013  | Jasha Sütterlin       | Nils Politt           | Yannick Gruner      |
| 2014  | Nils Politt           | Maximilian Schachmann | Domenic Weinstein   |
| 2015  | Lennard Kämna         | Nils Politt           | Nils Schomber       |
| 2016  | Maximilian Schachmann | Jan Tschernoster      | Marco Mathis        |
| 2017  | Patrick Haller        | Julian Braun          | Manuel Porzner      |
| 2018  | Jasper Frahm          | Max Kanter            | Richard Banusch     |
| 2019  | Miguel Heidemann      | Florian Stork         | Juri Hollmann       |
| 2020  | Miguel Heidemann      | Sven Redmann          | Tobias Buck-Gramcko |
| 2021  | Michel Hessmann       | Maurice Ballerstedt   | Jon Knolle          |
| 2022  | Maurice Ballerstedt   | Tobias Buck-Gramcko   | Hannes Wilksch      |
| 2023  | Moritz Kretschy       | Tim Torn Teutenberg   | Ole Theiler         |
| 2024  | Tim Torn Teutenberg   | Niklas Behrens        | Moritz Czasa        |
| 2025  | Bruno Keßler          | Louis Leidert         | Paul Fietzke        |

Multi-titrés
- 2 : Jasha Sütterlin, Marcel Kittel, Miguel Heidemann, Markus Fothen

## Juniors Hommes

### Podiums de la course en ligne
| Année     | Vainqueur                          | Deuxième                           | Troisième                          |
| --------- | ---------------------------------- | ---------------------------------- | ---------------------------------- |
| 1984      | Andreas Klaus (de)                 |                                    |                                    |
| 1985      | Markus Schleicher (nl)             | Dominik Krieger                    | Robert Matwew                      |
| 1986-1991 | pas organisé ou résultats inconnus | pas organisé ou résultats inconnus | pas organisé ou résultats inconnus |
| 1992      | Martin Müller                      |                                    |                                    |
| 1993      | pas organisé ou résultats inconnus | pas organisé ou résultats inconnus | pas organisé ou résultats inconnus |
| 1994      | Jörg Jaksche                       | Andreas Klier                      | Raphael Schweda                    |
| 1995      | Sandro Schynol                     | Henrik Paasch                      | Stan Marschinke                    |
| 1996      | pas organisé ou résultats inconnus | pas organisé ou résultats inconnus | pas organisé ou résultats inconnus |
| 1997      | David Kopp                         | Marco Hesselschwerdt               | Matthias Kessler                   |
| 1998      | Tilo Schüler (de)                  | Thomas Kaufmann                    | Patrik Sinkewitz                   |
| 1999      | Thomas Kaufmann                    | Markus Fothen                      | Peter Magyarosi                    |
| 2000      | Marcel Sieberg                     |                                    |                                    |
| 2001      | Thomas Fothen                      | Heinrich Haussler                  | Marcus Burghardt                   |
| 2002      | Nico Graf (de)                     | Markus Reich                       | Florian Piper                      |
| 2003      | Marcel Barth                       | Jan-Thomas Hessling                | Stefan Schäfer                     |
| 2004      | Felix Rehberger                    | Stefan Schäfer                     | Jen-Michel Schlüter                |
| 2005      | Dominik Roels                      | Sebastian Hans (de)                | Tino Meier (de)                    |
| 2006      | David Hesselbarth (de)             | Philipp Ries                       | Patrick Nuber                      |
| 2007      | pas organisé ou résultats inconnus | pas organisé ou résultats inconnus | pas organisé ou résultats inconnus |
| 2008      | Harry Kraft                        | Bastian Bürgel                     | Tino Marold                        |
| 2009      | pas organisé ou résultats inconnus | pas organisé ou résultats inconnus | pas organisé ou résultats inconnus |
| 2010      | Felix Rieckmann                    | Achim Burkart                      | Ruben Zepuntke                     |
| 2011      | Benjamin Dietrich                  | Maximilian Schachmann              | Nico Denz                          |
| 2012      | Jan Brockhoff                      | Willi Willwohl                     | Julian Schulze                     |
| 2013      | Marco König                        | Leon Rohde                         | Julian Schulze                     |
| 2014      | Jonas Bokeloh                      | Moritz Fussnegger                  | Patrick Haller                     |
| 2015      | Frederik Einhaus                   | Georg Zimmermann                   | Martin Salmon                      |
| 2016      | Felix Groß                         | Niklas Märkl                       | Rico Brückner                      |
| 2017      | Marius Mayrhofer                   | Jakob Gessner                      | Kim Heiduk                         |
| 2018      | Leslie Lührs                       | Franz Werner                       | Lars Kulbe                         |
| 2019      | Marco Brenner                      | Michel Hessmann                    | Sven Zurawski                      |
| 2020      | Marco Brenner                      | Moritz Kärsten                     | Tim Torn Teutenberg                |
| 2021      | Cedric Abt                         | Luis-Joe Lührs                     | Daniel Schrag                      |
| 2022      | Emil Herzog                        | Louis Leidert                      | Toni Albrecht                      |
| 2023      | Paul Fietzke                       | Louis Leidert                      | Paul Germer                        |
| 2024      | Pepe Albrecht                      | Paul Fietzke                       | Benedikt Benz                      |
| 20254     | Benedikt Benz                      | Karl Herzog                        | Zeno Levi Winter                   |

Multi-titrés
- 2 : Marco Brenner

### Podiums du contre-la-montre
| Année | Vainqueur              | Deuxième            | Troisième         |
| ----- | ---------------------- | ------------------- | ----------------- |
| 2001  | Christoph Meschenmoser | Felix Gniot (de)    | Christoph Pleier  |
| 2002  | Heinrich Haussler      | Christian Cerny     | Christian Kux     |
| 2003  | Tony Martin            | Alexander Gottfried | Stefan Schäfer    |
| 2004  | Patrick Gretsch        | Sascha Damrow (de)  | Stefan Schäfer    |
| 2005  | Patrick Gretsch        | Marcel Kittel       | Dominik Roels     |
| 2006  | Marcel Kittel          | Andreas Henig (de)  | John Degenkolb    |
| 2007  | John Degenkolb         | Dominik Nerz        | Florian Harbig    |
| 2008  | Jakob Steigmiller      | Johannes Kahra      | Moritz Pfeiffer   |
| 2009  | Michel Koch            | Nikias Arndt        | Kai Exner         |
| 2010  | Jasha Sütterlin        | Jan Dieteren        | Felix Donath (de) |
| 2011  | Ruben Zepuntke         | Yuriy Vasyliv       | Felix Donath (de) |
| 2012  | Nils Schomber          | Nils Politt         | Jan Brockhoff     |
| 2013  | Aaron Krauss           | Fabian Brintrup     | Oliver Mattheis   |
| 2014  | Lennard Kämna          | Sven Reutter        | Jasper Frahm      |
| 2015  | pas organisé           | pas organisé        | pas organisé      |
| 2016  | Bastian Flicke         | Richard Banusch     | Felix Groß        |
| 2017  | Leon Heinschke         | Lukas Baldinger     | Felix Engelhardt  |
| 2018  | Michel Hessmann        | Jakob Gessner       | Luca Bockelmann   |
| 2019  | Marco Brenner          | Michel Hessmann     | Nicolas Heinrich  |
| 2020  | Marco Brenner          | Luis-Joe Lührs      | Moritz Czasa      |
| 2021  | Emil Herzog            | Moritz Kärsten      | Luis-Joe Lührs    |
| 2022  | Jonas Reibsch          | Emil Herzog         | Tillman Sarnowski |
| 2023  | Ian Kings              | Paul Fietzke        | Louis Leidert     |
| 2024  | Ian Kings              | Benedikt Benz       | Paul Fietzke      |

Multi-titrés
- 2 : Patrick Gretsch, Marco Brenner

### Podiums de la course de côte
| Année | Vainqueur        | Deuxième     | Troisième     |
| ----- | ---------------- | ------------ | ------------- |
| 2024  | Lasse Schenkmann | Paul Fietzke | Benedikt Benz |

## Amateurs Hommes

### Podiums de la course en ligne
| Année     | Vainqueur                      | Deuxième                | Troisième                      |
| --------- | ------------------------------ | ----------------------- | ------------------------------ |
| 1920      | Hermann Katzensteiner          | Gustav Brummert (de)    | Willy Roper                    |
| 1921      | Mathias Schlembach             | Hans Korsch             | Fritz Knappe                   |
| 1922      | Mathias Schlembach             | Paul Nickel             | Erich Möller                   |
| 1923      | Otto Papenfuß (de)             | Alexander Rux           | Franz Rodies                   |
| 1924      | Erich Möller                   | Emil Müller             | Hans Hundertmarck (de)         |
| 1925      | Hans Hundertmarck (de)         | G. Friedemann           | Karl Voigt                     |
| 1926      | Alfred Schmidt                 | Richard Zeissner        | Hubert Wallenborn              |
| 1927      | Heinrich Keßmeier              | Alfred Ebeling          | Erich Quandt                   |
| 1928      | Karl Koch (de)                 | Franz Schmitz           | Uwe Scherf                     |
| 1929      | Rudolf Risch (de)              | Walter Merkan           | Karl Stache                    |
| 1930      | Walter Hoffmann                | Herbert Rüdiger         | Anton Hodey (en)               |
| 1931      | August Brandes (de)            | Emil Schöpflin (de)     | Rudolf Risch (de)              |
| 1932      | Fritz Scheller (de)            | Willi Hornig            | Paul Puttkamer                 |
| 1933      | Jupp Arents                    | Otto Weckerling         | Fritz Scheller (de)            |
| 1934      | Sebastian Krückl (de)          | Hans Fuhrmann           | Konrad Kranzer                 |
| 1935      | Berthold Böhm                  | Karl Wierz              | Hermann Schild                 |
| 1936      | Fritz Scheller (de)            | Willi Hupfeld           | Fritz Ruland (de)              |
| 1937      | Fritz Scheller (de)            | Willi Meurer (de)       | Herbert Hackebeil (de)         |
| 1938      | Herbert Schmidt                | Josef Balling           | Karl Weimer (de)               |
| 1939      | Ludwig Hörmann                 | Herbert Hackebeil (de)  | Hermann Müller (de)            |
| 1940      | Karl Kittsteiner               | Hans Preiskeit          | Emil Schöpflin (de)            |
| 1941      | Franz Bronold (de)             | Hans Preiskeit          | Rudolf Valenta                 |
| 1942      | Ludwig Hörmann                 | Heinrich Schwarzer (de) | Karl Kittsteiner               |
| 1943      | Harry Saager (de)              | Karl Kittsteiner        | Rudi Mirke (de)                |
| 1944      | Rudi Mirke (de)                | Dietmar Nothdurft       | Harry Saager (de)              |
| 1945-1946 | Pas organisé                   | Pas organisé            | Pas organisé                   |
| 1947      | Heinrich Rühl (de)             | Willi Postler           | Werner Holthöfer (de)          |
| 1948      | Eugen Hasenforther (de)        | Paul Jagodzinski        | Rolf Ludewig                   |
| 1949      | Walter Schürmann (de)          | Paul Jagodzinski        | Rudi Theissen                  |
| 1950      | Alois Schmid                   | Wolfgang Grupe (de)     | Hermann Haertel                |
| 1951      | Horst Holzmann (de)            | Wolfgang Grupe (de)     | Edi Ziegler                    |
| 1952      | Walter Becker (de)             | Otto Schmucker          | Uwe Wolf                       |
| 1953      | Edi Ziegler                    | Walter Becker (de)      | Josef Thiesen                  |
| 1954      | Paul Maue (de)                 | Karl Loy (de)           | Fritz Neuser (de)              |
| 1955      | Karl Loy (de)                  | Karl-Heinz Meyer        | Horst Backat (de)              |
| 1956      | Hanns Brinckmann (de)          | Reinhold Pommer         | Günther Kuntz                  |
| 1957      | Friedhelm Fischerkeller        | Wolfgang Conrad         |                                |
| 1958      | Friedhelm Fischerkeller        | Franz Farr              | Klaus Nadler                   |
| 1959      | Günter Tüller (de)             | Alfred Heckemuller      | Alfons Schlund                 |
| 1960      | Klaus Nadler                   | Günter Tüller (de)      | August Korte                   |
| 1961      | Karl-Heinz Kunde               | Werner Limbach          | Karl-Heinz Lippeck             |
| 1962      | Winfried Bölke                 | Siegfried Koch          | Werner Limbach                 |
| 1963      | Winfried Bölke                 | Horst Ruster (de)       | Herbert Wilde (de)             |
| 1964      | Jürgen Goletz (de)             | Wilfried Peffgen        | Burkhard Ebert                 |
| 1965      | Wilfried Peffgen               | Frank Berthold          | Siegfried Adler (de)           |
| 1966      | Paul Unterkircher (de)         | Jürgen Tschan           | Martin Gombert (de)            |
| 1967      | Jürgen Walter (de)             | Dieter Leitner (de)     | Erwin Derlick (de)             |
| 1968      | Burkhard Ebert                 | Dieter Koslar (de)      | Ortwin Czarnowski (de)         |
| 1969      | Michael Bittner                | Jürgen Tschan           | Harald Sütterlin               |
| 1970      | Erwin Derlick (de)             | Dieter Koslar (de)      | Horst Kämpfer (de)             |
| 1971      | Dieter Leitner (de)            | Dieter Koslar (de)      | Ludwig Weiss                   |
| 1972      | Alfred Gaida (de)              | Josef Flachs            | Jürgen Kraft                   |
| 1973      | Burckhard Bremer (de)          | Jürgen Kraft            | Dieter Leitner (de)            |
| 1974      | Klaus-Peter Thaler             | Wilfried Trott          | Jürgen Kraft                   |
| 1975      | Wilfried Trott                 | Jürgen Kraft            | Hans Michalsky (de)            |
| 1976      | Klaus-Peter Thaler             | Herbert Brehm (de)      | Wilfried Trott                 |
| 1977      | Wilfried Trott                 | Hans Michalsky (de)     | Jan Smyrak (pl)                |
| 1978      | Friedrich von Loeffelholz (de) | Karsten Podlesch        | Algis Oleknavicius (de)        |
| 1979      | Peter Kehl (de)                | Jörgfried Schleicher    | Thomas Freienstein (de)        |
| 1980      | Hans Neumayer                  | Helmut Nutz             | Friedrich von Loeffelholz (de) |
| 1981      | Reimund Dietzen                | Bernd Oldenburg         | Olaf Paltian (de)              |
| 1982      | Dieter Burkhardt (de)          | Rolf Gölz               | Werner Stauff (de)             |
| 1983      | Dieter Flögel (de)             | Joachim Schlaphoff (de) | Peter Becker (de)              |
| 1984      | Thomas Freienstein (de)        | Rajmund Lehnert (pl)    | Dieter Burkhardt (de)          |
| 1985      | Michael Schenk (de)            | Frank Plambeck (de)     | Bernd Gröne                    |
| 1986      | Werner Stauff (de)             | Bernd Gröne             | Dieter Burkhardt (de)          |
| 1987      | Hartmut Bölts                  | Uwe Winter (de)         | Jörg Echtermann (de)           |
| 1988      | Bernd Gröne                    | Darius Kaiser           | Mike Kluge                     |
| 1989      | Uwe Winter (de)                | Jan Schur               | Jens Heppner                   |
| 1990      | Gerhard Dummert (de)           | Patrick Moster (de)     | Alexander Kastenhuber (de)     |
| 1991      | Steffen Rein                   | Erik Zabel              | Alexander Kastenhuber (de)     |
| 1992      | Stephan Gottschling (de)       | Thomas Fleischer (de)   | Steffen Wesemann               |
| 1993      | Bert Dietz                     | Uwe Peschel             | Christian Meyer                |
| 1994      | Dirk Baldinger                 | Tobias Steinhauser      | Ralf Schmidt                   |

Multi-titrés
- 3 : Fritz Scheller (de)
- 2 : Mathias Schlembach, Ludwig Hörmann, Friedhelm Fischerkeller, Winfried Bölke, Klaus-Peter Thaler, Wilfried Trott

### Podiums du contre-la-montre
| Année | Vainqueur    | Deuxième                | Troisième            |
| ----- | ------------ | ----------------------- | -------------------- |
| 1986  | Uwe Peschel  | Thomas Freienstein (de) | Michael Schenk (de)  |
| 1987  | Remig Stumpf | Thomas Hartmann         | Jörg Echtermann (de) |
| 1988  | Remig Stumpf | Thomas Hartmann         | Michael Rich         |
| 1989  | Michael Rich | Thomas Hartmann         | Stefan Steinweg      |
| 1990  | Rolf Aldag   | Bernd Dittert           | Stefan Steinweg      |
| 1991  | Uwe Peschel  | Thomas Liese            | Bernd Dittert        |
| 1992  | Thomas Liese | Uwe Peschel             | Jens Lehmann         |
| 1993  | Uwe Peschel  | Jens Lehmann            | Uwe Berndt (de)      |
| 1994  | Jens Lehmann | Jan Ullrich             | Michael Rich         |

Multi-titrés
- 2 : Remig Stumpf, Uwe Peschel

### Podiums de la course de côte
| Année     | Vainqueur                | Deuxième                  | Troisième               |
| --------- | ------------------------ | ------------------------- | ----------------------- |
| 1921      | Johannes Walbeck         | Peter Rösen               | Ernst Hartmann          |
| 1922-1923 | Pas organisé             | Pas organisé              | Pas organisé            |
| 1924      | Hans Mandelartz          | Karl Müller               | Richard Klaß            |
| 1925      | Wilhelm Damm             | Otto Gugau                | Otto Geßner             |
| 1926      | Pas organisé             | Pas organisé              | Pas organisé            |
| 1927      | Eric Reim (it)           | Jochen Wollram            | Wilhelm Damm            |
| 1928-1937 | Pas organisé             | Pas organisé              | Pas organisé            |
| 1938      | Willy Irrgang (de)       | Herbert Hackebeil (de)    | Hans Heller             |
| 1939-1960 | Pas organisé             | Pas organisé              | Pas organisé            |
| 1961      | Winfried Bölke           | Peter Herzig              | Bernd Klausing          |
| 1962      | Herbert Wilde (de)       | Friedhelm Demmer          | Udo Bernheide           |
| 1963      | Herbert Wilde (de)       | Klaus Lüdtke              | Roland Rumpf            |
| 1964      | Herbert Wilde (de)       | Dieter Köcher             | Rudi Renz               |
| 1965      | Horst Kämpfer (de)       | Hans Wulf                 | Manfred Mücke (de)      |
| 1966      | Peter Herzig             | Horst Kämpfer (de)        | Paul Unterkircher (de)  |
| 1967      | Horst Kämpfer (de)       | Heinz Witte               | Peter Herzig            |
| 1968      | Hans Wulf                | Burkhard Fritsche         | Ludwig Weiß             |
| 1969      | Horst Kämpfer (de)       | Karl-Heinz Muddemann (de) | Hans Wulf               |
| 1970      | Hanno Podbielski (de)    | Horst Kämpfer (de)        | Michael Becker (de)     |
| 1971      | Burkhard Fritzsche       | Michael Becker (de)       | Klaus-Peter Thaler      |
| 1972      | Harald Sütterlin (de)    | Michael Becker (de)       | Erwin Derlick (de)      |
| 1973      | Erwin Derlick (de)       | Heiner Schall             | Gottfried Mayer         |
| 1974      | Michael Becker (de)      | Klaus Auracher            | Wolfgang Kraus          |
| 1975      | Rudi Zalfen (de)         | Wolfgang Marx             | David Dobler            |
| 1976      | David Dobler             | Rainer Podlesch           | Stefan Bucher           |
| 1977      | Stefan Bucher            | Arno Pries                | Hermann Faißt           |
| 1978      | Stefan Bucher            | Jörg Echtermann (de)      | Ulrich Rottler (de)     |
| 1979      | Reimund Dietzen          | Matthias Ortlepp          | Arno Pries              |
| 1980      | Matthias Ortlepp         | Reimund Dietzen           | Ulrich Rottler (de)     |
| 1981      | Reimund Dietzen          | Peter Hilse               | Wolfgang Reeser         |
| 1982      | Ulrich Rottler (de)      | Peter Hilse               | Jörg Echtermann (de)    |
| 1983      | Michael Schenk (de)      | Peter Hilse               | Thomas Freienstein (de) |
| 1984      | Michael Schenk (de)      | Martin Pudelko            | Thomas Freienstein (de) |
| 1985      | Michael Schenk (de)      | Thomas Freienstein (de)   | Hans Knauer             |
| 1986      | Hartmut Bölts            | Dieter Niehues (de)       | Bernd Gröne             |
| 1987      | Michael Schenk (de)      | Josef Holzmann (de)       | Udo Bölts               |
| 1988      | Michael Schenk (de)      | Josef Holzmann (de)       | Ralph Berner (de)       |
| 1989      | Robert Matwew (de)       | Axel Schäfer              | Jürgen Rodenbeck        |
| 1990      | Mario Hernig             | Jens Zemke                | Jürgen Rodenbeck        |
| 1991      | Jürgen Rodenbeck         | Dirk Baldinger            | Jens Zemke              |
| 1992      | Dirk Baldinger           | Jens Zemke                | Thomas Liese            |
| 1993      | Jens Zemke               | Jürgen Rodenbeck          | Klaus Lungershausen     |
| 1994      | Stephan Gottschling (de) | Jan Ullrich               | Jürgen Rodenbeck        |

Multi-titrés
- 5 : Michael Schenk (de)
- 3 : Herbert Wilde (de), Horst Kämpfer (de)
- 2 : Reimund Dietzen, Stefan Bucher

### Podiums du contre-la-montre par équipes
Première édition en 1906